# Martina Proeber

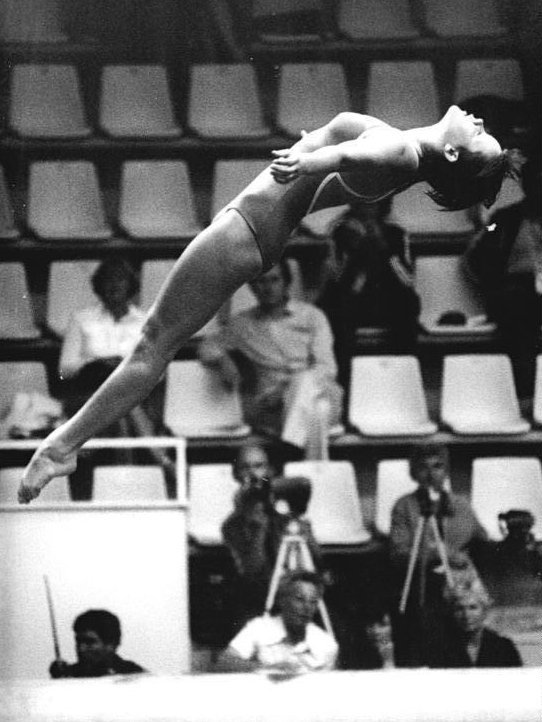
Martina Proeber, 1982

Martina Proeber (* 4. Januar 1963 in Rostock, nach Heirat Littmann) ist eine ehemalige deutsche Wasserspringerin, die für die DDR 1980 Olympiazweite im Kunstspringen wurde.
Martina Proeber war eine Spezialistin im Kunstspringen vom 3-Meter-Brett. 1975 gewann sie bei der Spartakiade zwei Medaillen, 1978 erhielt sie bei der Junioreneuropameisterschaft Bronze. 1979 belegte sie bei der DDR-Meisterschaft den dritten Platz hinter Beate Rothe und Martina Jäschke, 1980 wiederholte sie die Platzierung hinter Karin Guthke und Martina Jäschke. Bei den Olympischen Spielen 1980 in Moskau erreichten alle drei Springerinnen aus der DDR das Finale. Es gewann Irina Kalinina vor Proeber und Guthke, Jäschke belegte den fünften Platz. Nach den Olympischen Spielen musste Martina Proeber aus Verletzungsgründen über ein Jahr pausieren. 1982 gewann sie ihren einzigen DDR-Meistertitel und belegte bei der Weltmeisterschaft den sechsten Platz. 1980 wurde sie mit dem Vaterländischen Verdienstorden in Bronze ausgezeichnet.
Martina Proeber startete für den SC Empor Rostock und trainierte bei Edgar Koppe. Nach ihrer Karriere studierte sie Medizin und promovierte 1995. Dr. Martina Littmann arbeitet heute in Rostock beim Landesamt für Gesundheit und Soziales von Mecklenburg-Vorpommern.